# 富纳法拉
8°37′41″S 179°06′06″E / 8.6281°S 179.1016°E

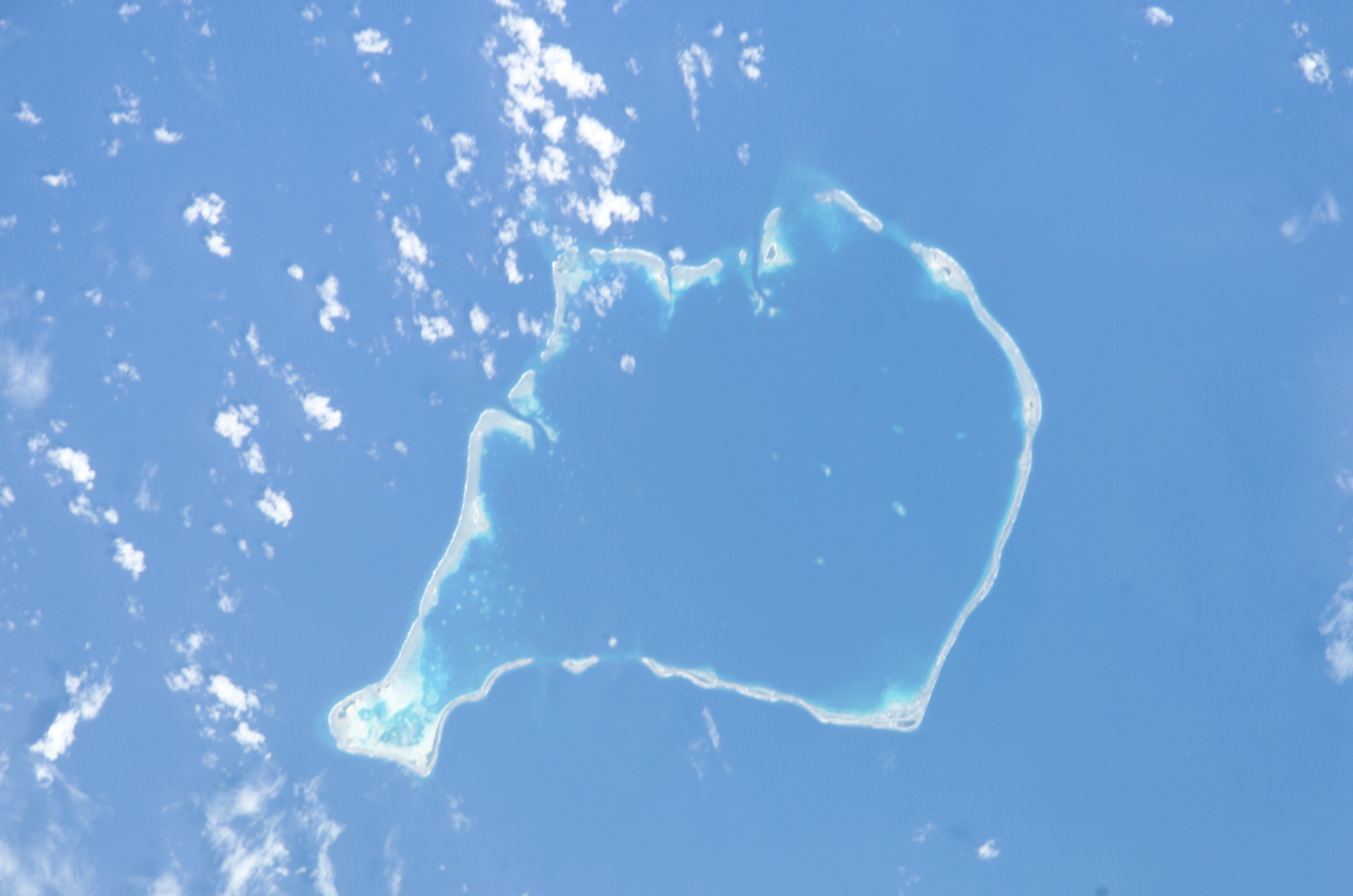
富納富提全圖

富纳法拉（英語：Funafala Isle）是一個位於吐瓦魯首都富納富提的一座珊瑚礁島嶼，礁上住有5個家庭，亦築有一小教堂。